# Mocambo (Parintins)
Mocambo é um distrito do município de Parintins, no Amazonas. O distrito possui  cerca de 9 000 habitantes e está situado na região oeste do município.